# Conigastrus versicolor
Conigastrus versicolor är en stekelart som beskrevs av Boucek 1993. Conigastrus versicolor ingår i släktet Conigastrus och familjen puppglanssteklar. Inga underarter finns listade i Catalogue of Life.